# Playa de San Sebastián
La playa de San Sebastián es una playa del barrio de la Barceloneta (distrito de Ciutat Vella) de Barcelona. Es la playa situada más al oeste y junto con la playa de la Barceloneta es la más antigua y de mayor tradición, dado que muy cerca tienen su sede clubes deportivos de gran relevancia en la ciudad por sus actividades relacionadas con el mar. Es una de las playas más grandes de Barcelona con una longitud aproximada de 660 metros de longitud.
Es una de las playas más frecuentadas y cuenta con una estación de metro bastante próxima, la estación de Barceloneta, así como numerosas paradas de bus urbano.
En agosto de 2019 fue localizada en el mar una bomba de la guerra civil sin detonar, de 70 kilos de explosivos, que obligó a acordonar 250 metros.

Playas de Barcelona